# Saison 2021-2022 de l'Olympique de Marseille
 (juin 2022).
Maillots
Chronologie
Saison précédente Saison suivante
La saison 2021-2022 de l'Olympique de Marseille est la soixante-douzième saison du club provençal en première division du championnat de France de football, la vingt-sixième consécutive au sein de l'élite du football français.
Cette saison se termine sur une place de vice-champion de France qualificative pour la Ligue des champions 2022-2023. L'OM est également demi-finaliste de la Ligue Europa Conférence et quart-de-finaliste de la Coupe de France.

## Préparation d'avant-saison
L'Olympique de Marseille reprend l'entraînement le 28 juin 2021. Les Marseillais affrontent pour leurs trois premiers matchs de préparation le FC Martigues évoluant en National 2, le FC Sète évoluant en National et le Servette FC évoluant en première division suisse.
L'équipe effectue ensuite deux matchs au Portugal lors de la deuxième partie du mois de juillet, affrontant le SC Braga puis le Benfica. La série des matchs de préparation se conclut en France avec deux rencontres face à l'AS Saint-Étienne et le Villarreal CF. Le groupe olympien retenu au Portugal est le suivant :
- Gardiens : Mandanda, Ngapandouetnbu
- Défenseurs : Alvaro, Saliba, Balerdi, Luan Peres, Caleta-Car, Amavi
- Milieux : Kamara, Guendouzi, Gerson, Payet, Rongier, Gueye
- Attaquants : Radonjic, Benedetto, Luis Henrique, Ünder, de la Fuente, Dieng

## Transferts

### Transferts estivaux
Le mercato d'été a lieu du 9 juin au 31 août 2021 en France.
Pour cette nouvelle saison, le club marseillais est soumis par la DNCG à un encadrement de sa masse salariale et de ses indemnités de mutation.
| Nom                  | Poste             | Type de transfert      | Montant | Provenance/Destination | Division             |
| -------------------- | ----------------- | ---------------------- | ------- | ---------------------- | -------------------- |
| Arrivées             |                   |                        |         |                        |                      |
| Pau López            | Gardien de but    | Prêt avec OA           | -       | AS Rome                | Serie A              |
| Ahmadou Dia          | Gardien de but    | Retour de prêt         | -       | FC Dordrecht           | Eerste Divisie       |
| Abdallah Ali Mohamed | Défenseur         | Retour de prêt         | -       | SV Zulte-Waregem       | Jupiler League       |
| Leonardo Balerdi     | Défenseur         | Transfert définitif    | 8 M€    | Borussia Dortmund      | Bundesliga           |
| Luan Peres           | Défenseur         | Acquisition            | 4,5 M€  | Santos FC              | Brasileirão          |
| William Saliba       | Défenseur         | Prêt sans OA           | -       | Arsenal FC             | Premier League       |
| Pol Lirola           | Défenseur         | Transfert définitif    | 13 M€   | ACF Fiorentina         | Serie A              |
| Gerson               | Milieu de terrain | Acquisition            | 18 M€   | Flamengo               | Brasileirão          |
| Mattéo Guendouzi     | Milieu de terrain | Prêt avec OA           | -       | Arsenal FC             | Premier League       |
| Milan Guendouzi      | Milieu de terrain | Transfert libre        | -       | GSI Pontivy            | National 3           |
| Kevin Strootman      | Milieu de terrain | Retour de prêt         | -       | Genoa CFC              | Serie A              |
| Nemanja Radonjić     | Milieu de terrain | Retour de prêt         | -       | Hertha Berlin          | Bundesliga           |
| Bilal Nadir          | Milieu de terrain | Transfert libre        | -       | OGC Nice rés.          | National 2           |
| Maxime Lopez         | Milieu de terrain | Retour de prêt         | -       | US Sassuolo            | Serie A              |
| Amine Harit          | Milieu de terrain | Prêt sans OA           |         | FC Schalke 04          | Bundesliga           |
| Konrad de la Fuente  | Attaquant         | Acquisition            | 4 M€    | FC Barcelone           | LaLiga Santander     |
| Cengiz Ünder         | Attaquant         | Prêt avec OA           | -       | AS Rome                | Serie A              |
| Cheikh Bamba Dieng   | Attaquant         | Transfert définitif    | 0,4 M€  | Diambars FC            | Ligue 1              |
| Pedro Ruiz           | Attaquant         | Transfert libre        | -       | Real Madrid Castilla   | Segunda División B   |
| Daouda Gueye         | Attaquant         | Transfert libre        | -       | Rodez AF               | Ligue 2 BKT          |
| Salim Ben Seghir     | Attaquant         | Transfert libre        | -       | OGC Nice rés.          | National 2           |
| Départs              |                   |                        |         |                        |                      |
| Ahmadou Dia          | Gardien de but    | Résiliation de contrat | -       | -                      | -                    |
| Yohann Pelé          | Gardien de but    | Fin de contrat         | -       |                        |                      |
| Yūto Nagatomo        | Défenseur         | Fin de contrat         | -       | Football Club Tokyo    | J. League            |
| Christopher Rocchia  | Défenseur         | Fin de contrat         | -       | Dijon FCO              | Ligue 2 BKT          |
| Leonardo Balerdi     | Défenseur         | Retour de prêt         | -       | Borussia Dortmund      | Bundesliga           |
| Pol Lirola           | Défenseur         | Retour de prêt         | -       | ACF Fiorentina         | Serie A              |
| Hiroki Sakai         | Défenseur         | Cession                | 1,5 M€  | Urawa Red Diamonds     | J. League            |
| Abdallah Ali Mohamed | Défenseur         | Cession                | -       | FC Lausanne Ouchy      | Challenge League     |
| Lucas Perrin         | Défenseur         | Prêt avec OA           | -       | RC Strasbourg          | Ligue 1 Uber Eats    |
| Richecarde Richard   | Défenseur         | Prêt sans OA           | -       | US Créteil-Lusitanos   | National             |
| Alexandre Phliponeau | Milieu de terrain | Prêt sans OA           | -       | FC Sète                | National             |
| Nassim Ahmed         | Milieu de terrain | Prêt sans OA           | -       | FC Sète                | National             |
| Kevin Strootman      | Milieu de terrain | Prêt avec OA           | -       | Cagliari Calcio        | Serie A              |
| Michaël Cuisance     | Milieu de terrain | Retour de prêt         | -       | Bayern Munich          | Bundesliga           |
| Olivier Ntcham       | Milieu de terrain | Retour de prêt         | -       | Celtic Glasgow         | Scottish Premiership |
| Maxime Lopez         | Milieu de terrain | Transfert définitif    | 2 M€    | US Sassuolo            | Serie A              |
| Saîf-Eddine Khaoui   | Milieu de terrain | Fin de contrat         | -       | Clermont Foot          | Ligue 1 Uber Eats    |
| Nemanja Radonjić     | Milieu de terrain | Prêt avec OA           | -       | SL Benfica             | Liga Portugal Bwin   |
| Darío Benedetto      | Attaquant         | Prêt avec OA           | -       | Elche CF               | LaLiga Santander     |
| Cheikh Bamba Dieng   | Attaquant         | Retour de prêt         | -       | Diambars FC            | Ligue 1              |
| Valère Germain       | Attaquant         | Fin de contrat         | -       | Montpellier HSC        | Ligue 1 Uber Eats    |
| Florian Thauvin      | Attaquant         | Fin de contrat         | -       | Tigres UANL            | Liga MX              |
| Pedro Ruiz           | Attaquant         | Prêt sans OA           | -       | NEC Nimègue            | Eredivisie           |

### Transferts hivernaux
Le mercato d'hiver se déroule du 1er au 31 janvier 2022 en France.
| Nom             | Poste     | Type de transfert | Montant | Provenance/Destination | Division             |
| --------------- | --------- | ----------------- | ------- | ---------------------- | -------------------- |
| Arrivées        |           |                   |         |                        |                      |
| Sead Kolašinac  | Défenseur | Transfert libre   | -       | Arsenal FC             | Premier League       |
| Samuel Gigot    | Défenseur | Transfert         | 0,5 M€  | Spartak Moscou         | Premier League       |
| Cédric Bakambu  | Attaquant | Transfert libre   | -       | Beijing Guoan          | Chinese Super League |
| Darío Benedetto | Attaquant | Retour de prêt    | -       | Elche CF               | LaLiga Santander     |
| Départs         |           |                   |         |                        |                      |
| Jordan Amavi    | Défenseur | Prêt avec OA      | -       | OGC Nice               | Ligue 1 Uber Eats    |
| Samuel Gigot    | Défenseur | Prêt sans OA      | -       | Spartak Moscou         | Premier League       |
| Darío Benedetto | Attaquant | Transfert         | 3 M€    | Boca Juniors           | Primera División     |

### Premiers contrats professionnels
| Nom                 | Nationalité | Position          | Durée de contrat | Fin de contrat |
| ------------------- | ----------- | ----------------- | ---------------- | -------------- |
| Manuel Nazarétian   | Arménie     | Gardien           | 1 ans            | juin 2022      |
| Joakim Kada         | France      | Défenseur         | 1 ans            | juin 2022      |
| Amay Caprice        | France      | Défenseur         | 3 ans            | juin 2024      |
| Paolo Sciortino     | France      | Milieu de terrain | 3 ans            | juin 2024      |
| Aylan Benyahia-Tani | France      | Milieu de terrain | 3 ans            | juin 2024      |

### Prolongations de contrat
| Nom                  | Nationalité | Position       | Durée de prolongation | Fin de contrat |
| -------------------- | ----------- | -------------- | --------------------- | -------------- |
| Simon Ngapandouetnbu | France      | Gardien de but | 2 ans                 | juin 2024      |

## Faits marquants de la saison
À l'aube de la saison 2021-2022, l'effectif olympien est profondément remanié par Longoria avec une vingtaine de départs et une dizaine d'arrivées à l'image de Pau López, William Saliba, Mattéo Guendouzi, Gerson ou encore Cengiz Ünder. 
Lors de la rencontre entre Nice et l'Olympique de Marseille, Dimitri Payet reçoit violemment une bouteille d'eau au niveau du point de corner de la part des ultras niçois. Excédé, le joueur récupère certains projectiles pour les lancer sur la tribune niçoise. De nombreux supporters niçois pénètrent ensuite sur la pelouse pour invectiver les joueurs marseillais. L'OM décide de ne pas reprendre la partie.  
Lors du match opposant l'Olympique lyonnais à l'OM au Parc Olympique lyonnais, Payet reçoit à nouveau une bouteille d'eau à la tête. L'arbitre décide de ne pas faire reprendre le match.   
44 ans après la dernière victoire des Olympiens en terres girondines, les hommes de Sampaoli brisent la série de non-victoires en battant leur adversaire sur le score de (1-0). Les joueurs de Sampaoli sont éliminés en quart de finale de la Coupe de France après avoir perdu à Nice (4-1). L'OM termine troisième de la phase de poules de la Ligue Europa derrière les Turcs de Galatasaray et les Italiens de la Lazio Rome. Ce qui permet à l'Olympique de Marseille d'être reversé en Ligue Europa Conférence pour sa première édition. Les Marseillais éliminent tour à tour les Azéris du Qarabağ FK, les Suisses du FC Bâle et les Grecs du PAOK Salonique avant de s'incliner face aux Hollandais du Feyenoord Rotterdam en demi-finale (3-2 ; 0-0). Néanmoins, les Olympiens terminent second du championnat après une victoire (4-0) contre le RC Strasbourg.

## Systèmes de jeu
| \| Mandanda Kamara Saliba L. Peres Kolasinac Rongier Guendouzi Gerson Payet Ünder Milik Entr. : Sampaoli \| Premier système de jeu utilisé · (3-2-4-1) |
| Mandanda Kamara Saliba L. Peres Kolasinac Rongier Guendouzi Gerson Payet Ünder Milik Entr. : Sampaoli                                                  |

| Mandanda Kamara Saliba L. Peres Kolasinac Rongier Guendouzi Gerson Payet Ünder Milik Entr. : Sampaoli |

## Compétitions

### Ligue Europa
Le tirage au sort pour la phase de groupes de la Ligue Europa 2021-2022 a lieu le 27 août 2021 à Istanbul. L'Olympique de Marseille figure dans le chapeau 3. Il tombe face aux Italiens de la SS Lazio, aux Russes du Lokomotiv Moscou et aux Turcs du Galatasaray SK.
L'OM enchaîne quatre matchs nuls avant de perdre le 5e match en déplacement à Galatasaray. Une victoire lors du dernier match contre le Lokomotiv Moscou confirme leur troisième place du groupe et leur reversement en Ligue Europa Conférence.
| Rang | Équipe                 | Pts | J | G | N | P | Bp | Bc | Diff |  | Résultats (▼ dom., ► ext.) |     |     |     |     |
| ---- | ---------------------- | --- | - | - | - | - | -- | -- | ---- |  | -------------------------- | --- | --- | --- | --- |
| 1    | Galatasaray SK         | 12  | 6 | 3 | 3 | 0 | 7  | 3  | +4   |  | Galatasaray SK             |     | 1-0 | 4-2 | 1-1 |
| 2    | SS Lazio               | 9   | 6 | 2 | 3 | 1 | 7  | 3  | +4   |  | SS Lazio                   | 0-0 |     | 0-0 | 2-0 |
| 3    | Olympique de Marseille | 7   | 6 | 1 | 4 | 1 | 6  | 7  | -1   |  | Olympique de Marseille     | 0-0 | 2-2 |     | 1-0 |
| 4    | Lokomotiv Moscou       | 2   | 6 | 0 | 2 | 4 | 2  | 9  | -7   |  | Lokomotiv Moscou           | 0-1 | 0-3 | 1-1 |     |

### Ligue Europa Conférence
L'Olympique de Marseille est reversé en Ligue Europa Conférence et dispute les barrages de la phase à élimination directe. Le tirage au sort du 13 décembre 2021 leur donne comme adversaire le club azerbaïdjanais du Qarabağ FK.

## Effectif professionnel actuel
Le premier tableau liste l'effectif professionnel de l'OM pour la saison 2021-2022. Il détaille ainsi l'ensemble des joueurs ayant signé un contrat professionnel avec le club. Le second tableau recense les prêts effectués par le club marseillais lors de cette même saison.

## Statistiques

### Statistiques détaillées
Les deux tableaux ci-dessous présentent les statistiques globales des joueurs de l'Olympique de Marseille sur la saison 2021-2022.
| Rang | Joueur              | L1 | CDF | EL | ECL | Total |
| ---- | ------------------- | -- | --- | -- | --- | ----- |
| 1    | Arkadiusz Milik     | 7  | 5   | 4  | 4   | 20    |
| 2    | Dimitri Payet       | 12 | 0   | 1  | 3   | 16    |
| 3    | Cengiz Ünder        | 10 | 1   | 1  | 1   | 13    |
| 4    | Gerson              | 9  | 0   | 0  | 2   | 11    |
| 5    | Bamba Dieng         | 7  | 0   | 0  | 1   | 8     |
| 6    | Amine Harit         | 4  | 1   | 0  | 0   | 5     |
| 6    | Mattéo Guendouzi    | 4  | 0   | 0  | 1   | 5     |
| 8    | Cédric Bakambu      | 4  | 0   | 0  | 0   | 4     |
| 9    | Duje Ćaleta-Car     | 2  | 0   | 0  | 0   | 2     |
| 10   | Boubacar Kamara     | 1  | 0   | 0  | 0   | 1     |
| 10   | Pol Lirola          | 1  | 0   | 0  | 0   | 1     |
| 10   | Luis Henrique       | 0  | 1   | 0  | 0   | 1     |
| 10   | Konrad de la Fuente | 0  | 0   | 0  | 1   | 1     |
| 10   | Pape Gueye          | 0  | 0   | 0  | 1   | 1     |
| 10   | Valentin Rongier    | 0  | 0   | 0  | 1   | 1     |

| Rang | Joueur              | L1 | CDF | EL | ECL | Total |
| ---- | ------------------- | -- | --- | -- | --- | ----- |
| 1    | Dimitri Payet       | 9  | 0   | 0  | 3   | 12    |
| 2    | Mattéo Guendouzi    | 5  | 3   | 0  | 2   | 10    |
| 3    | Gerson              | 5  | 2   | 0  | 1   | 8     |
| 4    | Cengiz Ünder        | 2  | 0   | 1  | 2   | 5     |
| 5    | Amine Harit         | 4  | 0   | 0  | 0   | 4     |
| 6    | Konrad de la Fuente | 2  | 0   | 1  | 0   | 3     |
| 5    | Luan Peres          | 2  | 1   | 0  | 0   | 3     |
| 8    | Arkadiusz Milik     | 2  | 0   | 0  | 0   | 2     |
| 8    | Pol Lirola          | 2  | 0   | 0  | 0   | 2     |
| 8    | Pape Gueye          | 1  | 0   | 0  | 1   | 2     |
| 8    | Bamba Dieng         | 1  | 0   | 0  | 1   | 2     |
| 8    | Valentin Rongier    | 1  | 0   | 0  | 1   | 2     |
| 13   | Luis Henrique       | 1  | 0   | 0  | 0   | 1     |
| 13   | Sead Kolašinac      | 1  | 0   | 0  | 0   | 1     |
| 13   | Pau López           | 1  | 0   | 0  | 0   | 1     |
| 13   | Cédric Bakambu      | 0  | 0   | 0  | 1   | 1     |

### Statistiques générales

#### En Ligue 1 Uber Eats
- - Meilleur classement : 2e (J6-7 / J16 à 18 / J23 à 26 / J28 à 36 / J38)
  - Pire classement : 8e (J3)
  - Plus petit écart de points avec le leader : - 0 (J1)
  - Plus grand écart de points avec le leader : - 15 (J26 à 28 / J32-33 / J37-38)
  - Plus grande série de victoires : 4 (J28 à 31)
  - Plus grande série de matchs nuls : 2 (J11 + J3 en retard)
  - Plus grande série de défaites : 2 (J8-9)
  - Plus grande série de matchs sans défaite : 7 (J10-11 + J3 en retard + J12-13 + J15-16)
  - Plus grande série de matchs sans victoire : 3 (J7-9 / J25 à 27)
  - Plus large victoire : 4-0 (contre Strasbourg [J38])
  - Plus large défaite : 0-3 (contre Lyon [J35])
  - Plus grande série de matchs en marquant au moins un but : 11 (J15 à 22 + J14 en retard + J23-24)
  - Plus grande série de matchs sans marquer : 1 (J7/ J9 / J11 / J13 / J25 / J27 / J35 / J37)
  - But le plus rapidement marqué par l'OM :    3e (par Gerson contre Brest [J28])
  - But le plus rapidement encaissé :   6e (par Amine Gouiri pour Nice [J3])
  - But le plus tardivement marqué par l'OM :   90+7e (pen.) (par Dimitri Payet contre Reims [J19])
  - But le plus tardivement encaissé :   90+4e (par Jonathan David pour Lille [J9])
  - Joueur de l'OM ayant marqué un doublé : Dimitri Payet (contre Montpellier [J1], Lens [J8] et Nantes [J33]), Bamba Dieng (contre Monaco [J5]), Gerson (contre Strasbourg [J38])
  - Joueur adverse ayant marqué un doublé : Jonathan David (pour Lille [J9])
  - Joueur de l'OM ayant marqué un triplé : Arkadiusz Milik (contre Angers [J23])
  - Joueur adverse ayant marqué un triplé : aucun
  - Rencontre avec le plus de buts marqués par l'OM : 5 (victoire 5-2 contre Angers [J23])
  - Rencontre avec le plus de buts encaissés : 3 (défaite 0-3 contre Lyon [J35] / défaite 2-3 contre Lens [J8])
  - Rencontre la plus prolifique en buts : 7 (victoire 5-2 contre Angers [J23])
  - Rencontre la moins prolifique : 0 (contre Angers [J7], Paris SG [J11] et Metz [J13])

#### Toutes compétitions confondues
- Plus large victoire : 4-0 (contre Strasbourg [L1 J38])
- Plus large défaite : 0-3 (contre Lyon [L1 J35]) / 4-1 (contre Nice [CDF 1/4])
- But le plus rapidement marqué par l'OM :    3e (par Gerson contre Brest [L1 J28]) /   3e (csc) (par Melvin Bard contre Nice [CDF 1/4])
- But le plus rapidement encaissé :   6e (par Amine Gouiri pour Nice [L1 J3])
- But le plus tardivement marqué par l'OM :   90+7e (pen.) (par Dimitri Payet contre Reims [L1 J19])
- But le plus tardivement encaissé :   90+4e (par Jonathan David pour Lille [L1 J9])
- Joueur de l'OM ayant marqué un doublé : Dimitri Payet (contre Montpellier [L1 J1], Lens [L1 J8] et Nantes [L1 J33]), Bamba Dieng (contre Monaco [L1 J5]), Gerson (contre Strasbourg [L1 J38]), Arkadiusz Milik (contre Galatasaray [LE J5], Qarabag [LEC Barrage aller] et Bâle [1/8e aller])
- Joueur adverse ayant marqué un doublé : Jonathan David (pour Lille [L1 J9]), Cyriel Dessers (pour Rotterdam [LEC 1/2 aller]), Justin Kluivert (pour Nice [CDF 1/4])
- Joueur de l'OM ayant marqué un triplé : Arkadiusz Milik (contre Angers [L1 J23] et Le Cannet-Rocheville [CDF 1/32e])
- Joueur adverse ayant marqué un triplé : aucun
- Rencontre avec le plus de buts marqués par l'OM : 5 (victoire 5-2 contre Angers [L1 J23])
- Rencontre avec le plus de buts encaissés : 4 (défaite 4-1 contre Nice [CDF 1/4] / défaite 4-2 contre Galatasaray [LE J5])
- Rencontre la plus prolifique en buts : 7 (victoire 5-2 contre Angers [L1 J23])
- Rencontre la moins prolifique : 0 (contre Angers [L1 J7], Paris SG [L1 J11], Metz [L1 J13], Galatasaray [LE J2] / Lazio [LE J3] et Rotterdam [LEC 1/2 retour])

## Aspects juridiques et économiques

### Aspects juridiques

#### Organigramme
Le tableau ci-dessous présente l'organigramme de l'Olympique de Marseille pour la saison 2021-2022.
| Fonction                                                     | Nom                   |
| ------------------------------------------------------------ | --------------------- |
| Actionnaire majoritaire Président du conseil de surveillance | Frank McCourt         |
| Président du directoire                                      | Pablo Longoria        |
| Directeur technique                                          | David Friio           |
| Directeur de la stratégie                                    | Pedro Iriondo         |
| Directeur de la performance                                  | Matthieu Bouchepillon |
| Directeur général                                            | Laurent Colette       |
| Coordinateur sportif                                         | Louis Vassallucci     |
| Responsable du recrutement                                   | Mathieu Louis-Jean    |

| Fonction                                      | Nom                                   |
| --------------------------------------------- | ------------------------------------- |
| Directeur de la communication                 | Jacques Cardoze                       |
| Directeur juridique                           | Alexandre Mialhe                      |
| Directeur administratif & financier           | Baptiste Viprey puis Stéphane Tessier |
| Responsable pôles presse, relations publiques | Élodie Malatrait                      |
| Attaché de presse                             | Alexandre Rosée                       |
| Directeur adjoint marketing                   | Nathalie Nénon-Zimmermann             |
| Directeur du centre de formation              | Nasser Larguet                        |
| Ambassadeur du club                           | Basile Boli                           |
| Président de l'association OM                 | Jean-Pierre Chanal                    |
| Vice-président de l'association OM            | Robert Nazarétian                     |

### Aspects économiques

#### Budget prévisionnel
Pour la saison 2021-2022, l'Olympique de Marseille présente un budget prévisionnel qui est estimé à 250 millions d'euros.

#### Résultat d'exploitation
Le résultat d'exploitation enregistré à l'issue de la saison 2021-2022 de l'Olympique de Marseille s'élève à -31 millions d'euros.

#### Bilan comptable
Le tableau suivant présente le bilan comptable de l'Olympique de Marseille à l’issue de la saison 2021-2022. Ce bilan correspond à une photographie du patrimoine de l'entreprise au 30 juin 2022. Il détaille l'actif du club (tout ce que possède l'entreprise) ainsi que son passif (tout ce que doit l'entreprise).
| Poste                             | Actif du bilan (en M€) | Poste                           | Passif du bilan (en M€) |
| --------------------------------- | ---------------------- | ------------------------------- | ----------------------- |
| Immobilisations incorporelles     | 61,4 (+92,8 %)         | Situation nette                 | 24,6 (-715 %)           |
| Autres immobilisations            | 30,2 (-7 %)            | Comptes courants d’actionnaires | 20                      |
| Créances sur mutations de joueurs | 10,9 (-65 %)           | Provisions risques et charges   | 14,2 (-9 %)             |
| Autres actifs circulants          | 48,8 (+5,1 %)          | Dettes financières              | 43,4 (-32 %)            |
| Disponibilités et V.M.P.          | 93,4 (+719 %)          | Dettes sur mutations de joueurs | 34,7 (+40,5 %)          |
|                                   |                        | Autres dettes                   | 107,7 (+70,7 %)         |
| Total actif                       | 244,7                  | Total passif                    | 244,7                   |

#### Sponsoring
Pour le compte de la saison 2021-2022, le club marseillais compte une dizaine de partenaires officiels. L'Olympique de Marseille dispose de partenaires majeurs avec son équipementier Puma et son sponsor maillot Uber Eats ainsi que de partenaires premium à l'image d'Orange, Randstad, Hotels.com, la Caisse d'épargne CEPAC, Parions sport et Boulanger. De plus, l'OM dispose de partenaires officiels comme Intersport, Coca-Cola, Toyota, EA Sports et ONET mais aussi de partenaires régionaux à l'instar d'Aqualux, les eaux minérales Sainte-Baume et de Grand Littoral. À noter que le contrat d'équipementier signé avec Puma rapporte près de 30 millions d'euros par saison au club marseillais.

## Centre de formation

### Staff technique
Nasser Larguet occupe la fonction de directeur du centre de formation. Le tableau ci-dessous présente la composition des staffs techniques pour chaque équipe du centre de formation de l'Olympique de Marseille pour la saison 2021-2022. 
| Équipe            | Entraîneur          | Adjoint           |
| ----------------- | ------------------- | ----------------- |
| Équipe National 2 | Maxence Flachez     | Lassad Hasni      |
| Équipe U19        | Sébastien Tambouret | Toifilou Maoulida |
| Équipe U17        | Stéphane François   | Lucas Assaiante   |
| Équipe U16        | Ibrahim Rachidi     | Axel Peterbridge  |
| Équipe U15        | Ahmed Nouri         | Philippe Anziani  |
| Équipe U14        | Thierry Rodriguez   | Akim El Jouini    |
| Pôle Excellence   | Eddy Cardillo       |                   |

### Équipe réserve
Pour la saison 2021-2022, l'équipe réserve de l'Olympique de Marseille évolue en National 2.

### Classement
| Rang | Équipe                      | Pts | J  | G  | N  | P  | Bp | Bc | Diff |
| ---- | --------------------------- | --- | -- | -- | -- | -- | -- | -- | ---- |
| 1    | FC Martigues                | 60  | 30 | 17 | 9  | 4  | 48 | 29 | +19  |
| 2    | RC Grasse                   | 54  | 30 | 15 | 9  | 6  | 41 | 29 | +12  |
| 3    | GOAL FC                     | 51  | 30 | 14 | 9  | 7  | 51 | 29 | +22  |
| 4    | ÉFC Fréjus Saint-Raphaël    | 47  | 30 | 13 | 8  | 9  | 34 | 27 | +7   |
| 5    | Jura Sud Foot               | 45  | 30 | 13 | 6  | 11 | 46 | 42 | +4   |
| 6    | Louhans-Cuiseaux FC         | 43  | 30 | 11 | 10 | 9  | 39 | 29 | +10  |
| 7    | Aubagne FC                  | 40  | 30 | 10 | 12 | 8  | 37 | 32 | +5   |
| 8    | Hyères 83 FC                | 39  | 30 | 9  | 12 | 9  | 34 | 34 | 0    |
| 9    | SC Toulon                   | 38  | 30 | 8  | 12 | 10 | 30 | 29 | +1   |
| 10   | Olympique lyonnais rés.     | 38  | 30 | 10 | 8  | 12 | 31 | 43 | -12  |
| 11   | AS Saint-Priest             | 37  | 30 | 10 | 7  | 13 | 37 | 38 | -1   |
| 12   | Marignane Gignac FC         | 37  | 30 | 10 | 7  | 13 | 29 | 35 | -6   |
| 13   | Lyon-La Duchère R           | 33  | 30 | 8  | 9  | 13 | 36 | 43 | -7   |
| 14   | AS Monaco rés.              | 32  | 30 | 8  | 8  | 14 | 34 | 48 | -14  |
| 15   | GFA Rumilly Vallières       | 32  | 30 | 8  | 8  | 14 | 27 | 39 | -12  |
| 16   | Olympique de Marseille rés. | 24  | 30 | 7  | 3  | 20 | 31 | 59 | -28  |

|  | Promu en National.     |
|  | Relégué en National 3. |
|  | R Relégué de National. |